# Sofia Magdalena de Brandenburg-Kulmbach
Sofia Magdalena de Brandenburg-Kulmbach -en alemany Sophie Magdalene von Brandenburg-Kulmbach- (castell de Schönberg Alemanya, 28 de novembre de 1700 - palau de Christianborg, Copenhaguen, 27 de maig de 1770) fou reina consort de Dinamarca i Noruega arran del seu casament amb Cristià VI de Dinamarca, va ser una reina impopular entre la població danesa, enemistada amb la seva antecessora la reina Anna Sofia Reventlow. De caràcter profundament religiós, el 1737 va fundar el convent de Vallø. Va ordenar també la construcció del Palau de Hirschholm, on va residir en quedar viuda el 1746, i del qual en resta tan sols l'església.

## Llinatge
Era filla de Cristià Enric de Brandenburg-Kulmbach (1661-1708) i de Sofia Cristiana de Wolfstein (1667-1737). El 7 d'agost de 1721 es va casar amb el prícep hereu Cristià de Dinamarca, fill del rei Frederic IV (1671-1730) i de Lluïsa de Mecklenburg-Güstrow (1667-1721). Nou anys després es convertiren tots dos en reis de Dinamarca i Noruega. El matrimoni va tenir tres fills:
- Frederic (1723-1766). Futur rei de Dinamarca i Noruega. Casat primer amb Lluïsa de Gran Bretanya (1724-1751), i després amb Juliana Maria de Brunsvic-Wolfenbüttel (1729-1796).
- Lluïsa (1724).
- Lluïsa (1726-1756), casada amb el duc Ernest Frederic III de Saxònia-Hildburghausen (1727-1780)